# Danh sách câu lạc bộ bóng đá ở Botswana
Đây là danh sách các câu lạc bộ bóng đá ở Botswana.
Về danh sách đầy đủ, xem Thể loại:Câu lạc bộ bóng đá Botswana

## A
- Amagents F.C.

## B
- Botswana Defence Force XI FC
- Botswana Railways Highlanders

## E
- ECCO City Green

## G
- Great North Tigers F.C.

## M
- Motlakase Power Dynamos

## N
- Nico United
- Notwane

## O
- Orapa United FC

## S
- Satmos

## T
- TAFIC
- TASC FC
- Township Rollers

## U
- Uniao Flamengo Santos F.C.

## W
- Wonder Sporting Club